# Stefan Arski
Stefan Arski (właśc. Artur Salman, pseud. Jan Wiljan, Leliwa, Roman Warecki, S. Kalinowski, Star., ur. 14 czerwca 1910 r. w Łodzi, zm. 2 kwietnia 1993 r. w Warszawie) – polski dziennikarz, działacz socjalistyczny i komunistyczny, publicysta historyczny, pochodzenia żydowskiego.

## Życiorys
Syn Natana Salmana i Pauliny Finkelhaus. Przed II wojną światową należał do Czerwonego Harcerstwa TUR, Związku Niezależnej Młodzieży Socjalistycznej, od 1931 r. w PPS, współzałożyciel pisma partii „Płomienie”. W latach 30. XX w. pracownik Głównego Urzędu Statystycznego oraz urzędnik Państwowego Banku Związkowego. Studiował na Wydziale Ekonomii i Statystyki Szkoły Głównej Handlowej w Warszawie (nie uzyskał magisterium z powodu wybuchu II wojny światowej). Po agresji III Rzeszy i ZSRR na Polskę we wrześniu 1939 znalazł się w Wilnie, przyłączonym w 28 październiku 1939 do  Litwy. Był tam przewodniczącym Rady Głównej wileńskiej „Wolności” (1939-1940), następnie przez Sztokholm wyjechał do Stanów Zjednoczonych, gdzie został oficjalnym przedstawicielem Komitetu Zagranicznego Polskiej Partii Socjalistycznej w Londynie na Amerykę. Pracował w piśmie „Robotnik Polski”, współpracował z dwutygodnikiem „Poland Fights-Polska Walczy” (oficjalny periodyk informacyjny rządu polskiego na terenie Stanów Zjednoczonych) oraz z pismem „Nowyj Put'” (organ rosyjskich mienszewików). Następnie w piśmie „W przededniu” (organ rozłamowców PPS-u na emigracji pod przywództwem Oskara Langego), pracował także w sekcji polskiej amerykańskiego Biura Informacji Wojskowej (Office of War Information). Współorganizował Polską Służbę Informacyjną w Stanach Zjednoczonych (m.in. z Józefem Winiewiczem). Od 1946 r. redagował miesięcznik „Poland of Today”. W latach 1946–1947 korespondent czasopisma „Robotnik” w USA.
Od 1947 r. w Polsce. Przez krótki okres był redaktorem naczelnym „Robotnika” (listopad 1947 - grudzień 1948). W latach 1948–1964 prezes rady nadzorczej wydawnictwa „Książka i Wiedza”. Od marca 1949 do 1951 r. był zastępcą redaktora naczelnego „Trybuny Ludu”. Od 1951 do 1969 r. był redaktorem naczelnym popularnego ogólnopolskiego tygodnika ilustrowanego „Świat”. W latach 50. XX w. autor propagandowych broszur, pisanych z punktu widzenia polskich władz komunistycznych (m.in. o polityce państw Europy Zachodniej i Dwudziestoleciu międzywojennym w Polsce). Po 1969 r. redaktor naczelny miesięcznika ukazującego się w trzech językach pt. „Polskie Perspektywy”. Od 1977 r. na emeryturze.
Członek: Związku Niezależnej Młodzieży Socjalistycznej (1931-1939, w tym członek Komitetu Wykonawczego 1932-1935), Polskiej Partii Socjalistycznej (1932-1948), Rady Głównej „Czerwonego Harcerstwa” (1932-1939), Polskiej Zjednoczonej Partii Robotniczej (1948-1982); Syndykatu Dziennikarzy Polskich w USA, Związku Zawodowego Dziennikarzy RP, Stowarzyszenia Dziennikarzy Polskich, Związku Zawodowego Pracowników Książki, Prasy i Radia, ZAiKS-u, „NSZZ „Solidarność”.

## Odznaczenia
- Krzyż Komandorski Orderu Odrodzenia Polski
- Medal 10-lecia Polski Ludowej (1954)
- Medal 30-lecia Polski Ludowej (1974)
- I inne

Żonaty z Magdaleną Arską z d. Hertz (dziennikarką), a następnie z Ireną Rawicz-Arską (1924-1983), dziennikarką.
Mieszkał w Warszawie. Spoczął na cmentarzu Powązkowskim w Warszawie (kw. 64-VI-19/20)

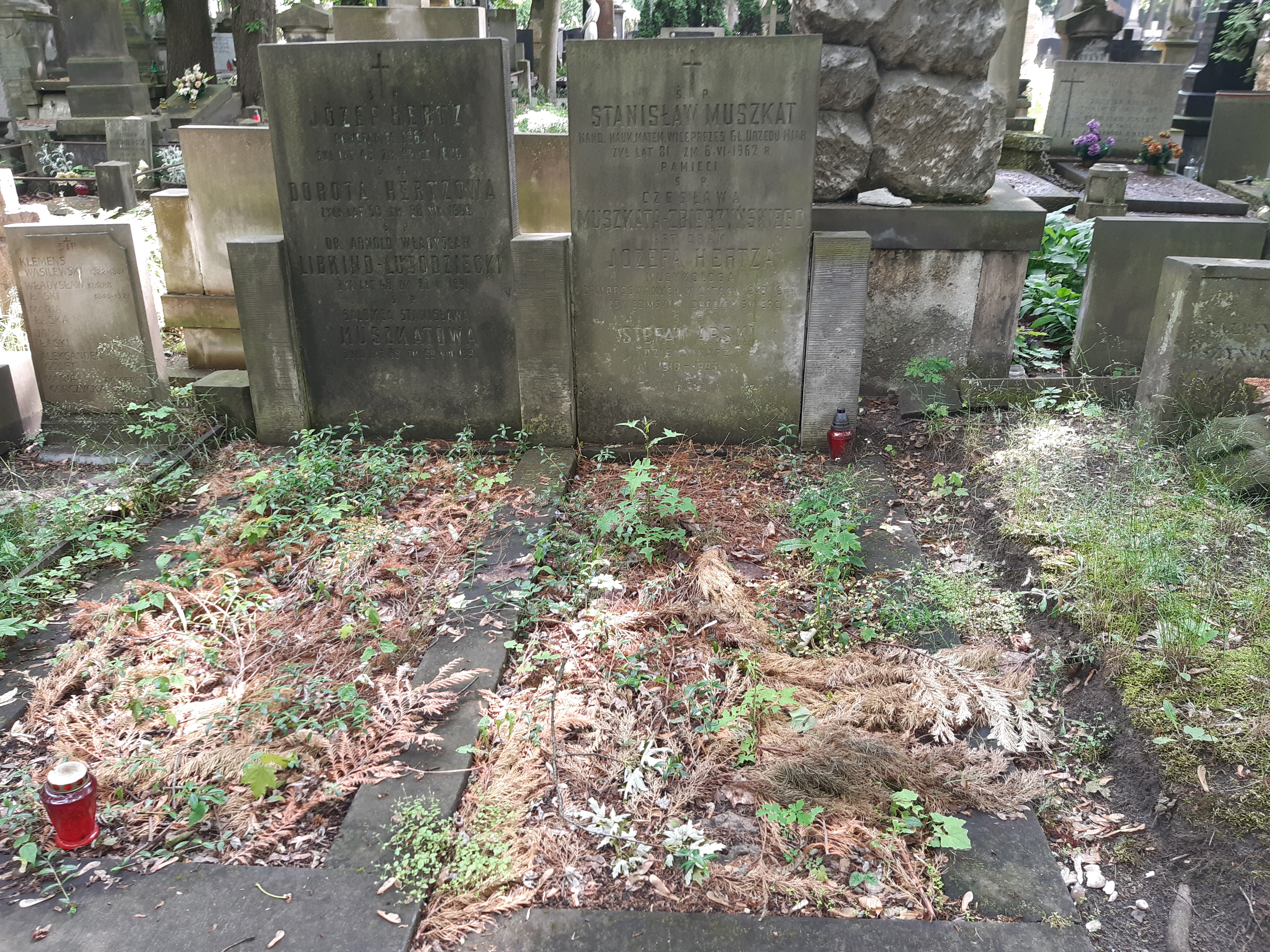
Grób Stefana Arskiego i Stanisława Muszkata na cmentarzu Powązkowskim

## Twórczość
- Gospodarka–polityka–taktyka–organizacja socjalizmu (Związek Niezależnej Młodzieży Socjalistycznej; broszura programowa PPS; współautorzy: Oskar Lange, Julian Hochfeld, Wiktor Ehrenpreis, Władysław Malinowski, Marek Biret)
- The new Polish-German border: safeguard of peace (2 wydania; Polish Embassy, Washington 1947)
- Cień nad ojczyzną Roosevelta-Ameryka 1945-48 (Wiedza 1948)
- PRL a kościół katolicki (Książka i Wiedza 1949)
- Zmowa grabieżców. Awantura Piłsudskiego w 1920 roku (Prasa Wojskowa 1950)
- Trzeba było położyć temu kres (Książka i Wiedza 1951)
- Głęboko sięgały korzenie zdrady (Książka i Wiedza 1951)
- Przeklęte lata. U źródeł katastrofy wrześniowej (Książka i Wiedza 1952)
- Targowica leży nad Atlantykiem (Książka i Wiedza 1952; wydanie wspólne z książką Pasażerowie martwej wizy: Książka i Wiedza 1955)
- Ulica złoczyńców (Książka i Wiedza 1952)
- Uwaga radiodywersja (Książka i Wiedza 1953)
- W świetle faktów (Książka i Wiedza 1952)
- Współczesna Targowica (Wiedza Powszechna 1953)
- Pasażerowie martwej wizy (Książka i Wiedza 1953; wydanie wspólne z książką Targowica leży nad Atlantykiem: Książka i Wiedza 1955)
- Dolarowa dyplomacja (Książka i Wiedza 1954)
- Pasażerowie martwej wizy (Książka i Wiedza 1954)
- Kurtyna idzie w górę (Iskry 1954)
- Watykan i wrzesień (pod pseud. „R. Warecki”; Książka i Wiedza 1958)
- Ołtarz i tron (pod pseud. „Roman Warecki”; Książka i Wiedza 1958, 1961, 1966)
- Kościół katolicki (Książka i Wiedza 1959)
- My, Pierwsza Brygada (Czytelnik 1962, 1963)
- Galicyjska działalność wojskowa Piłsudskiego, 1906-1914: dokumenty (wespół z Józefem Chudkiem; Państwowe Wydawnictwo Naukowe 1967)

## Inne prace redakcyjne
- Howard Fast, Amerykanin (autor przedmowy; przekł. Józef Brodzki; Książka i Wiedza 1951)
- Jan Szembek, Dziennik. Dokument polityki sanacyjnej (autor wstępu; przekł. Zygmunt Kałużyński; Książka i Wiedza 1954)
- Pamiętniki Józefa Becka (autor przedmowy; przekład, przypisy i wykaz nazwisk Aleksander Ewert, wybór i uwagi w tekście Grzegorz Jaszuński; Czytelnik 1955)
- Martin Gilbert, Richard Gott, Dżentelmeni w Monachium (autor posłowia; przekł. Tadeusz Wolski; Czytelnik 1967)